# فيليبي سواريس (لاعب كرة قدم)
فيليبي سواريس (20 مايو 1999 في البرتغال - ) هو لاعب كرة قدم برتغالي في مركز الوسط.

## وصلات خارجية
- فيليبي سواريس (لاعب كرة قدم) على موقع قاعدة بيانات كرة القدم.إي يو (الإنجليزية)
- فيليبي سواريس (لاعب كرة قدم) على موقع Soccerway.com (الإنجليزية)